# Retirada del preservativo sin consentimiento

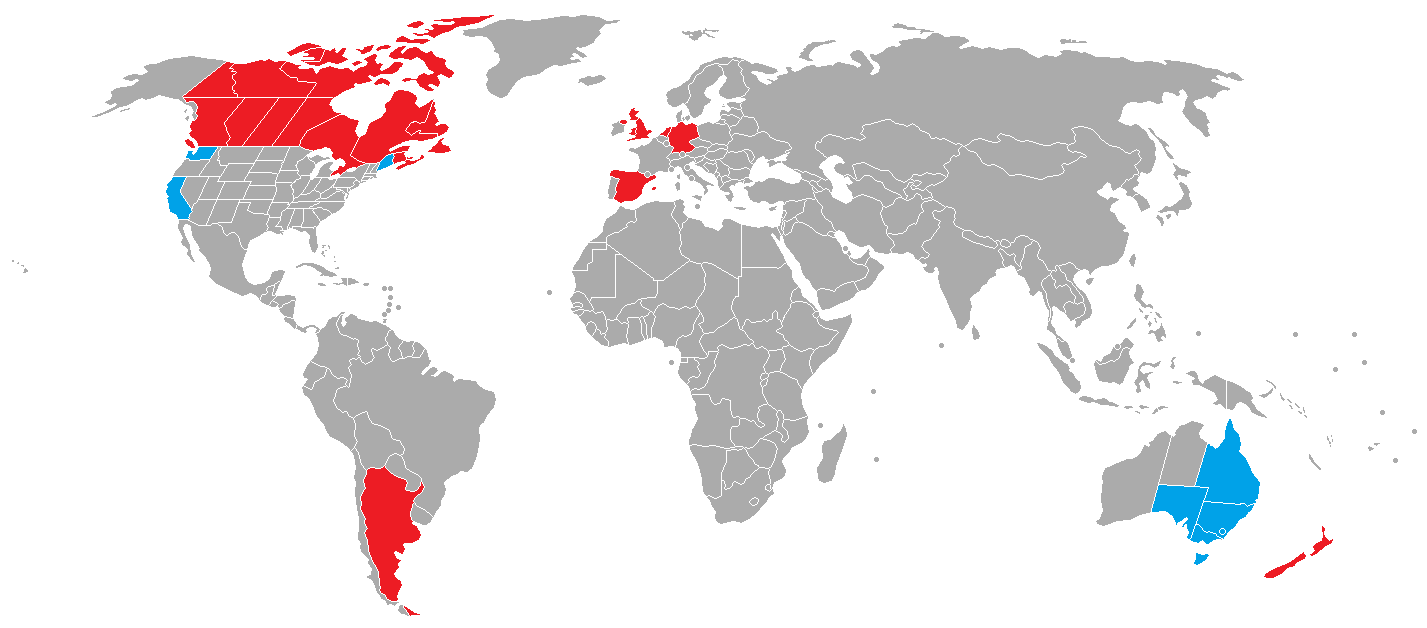
Ley explícita contra la extracción no consentida del condón (furtivo) Decisión judicial que dictamina que la extracción no consentida del condón es ilegal indicado en el mapa.

La retirada del preservativo sin consentimiento, o "stealthing", es la práctica en la que una persona que se quita el condón secretamente durante una relación sexual o lo daña intencionalmente antes o durante esta, cuando su pareja sexual solo ha dado su consentimiento para tener relaciones sexuales utilizando condón. Las víctimas están expuestas a posibles infecciones de transmisión sexual (ITS) como el VIH/sida o embarazos no deseados. Por tanto, este comportamiento puede considerarse una agresión sexual o una violación.  Esta práctica se castiga como una forma de violencia sexual en algunos países, como Alemania y Reino Unido además del estado de California, en Estados Unidos.

## Historia y práctica
En un artículo sobre el stealthing publicado en el Columbia Journal of Gender and Law, Alexandra Brodsky describió la experiencias de algunas víctimas, las implicaciones legales, y formas legales para abordar el stealthing. El término stealthing ha sido usado por comunidad gay para describir esta práctica.
Brodsky describió cómo la práctica del stealthing es relatada y defendida en varios sitios web y foros. Estos foros son a veces utilizados para presumir de haber realizado el stealthing y para compartir consejos sobre cómo hacerlo.  Han sido publicadas en medios de comunicación sociales como The Experience Project guías para realizar esta práctica. Muchos hombres que hacen esto se justifican por "su instinto natural de hombre". Suzzane Goldberg, profesora de la Columbia Law School argumenta que el stealthing probablemente no se trate de un hábito nuevo, pero Internet ha hecho que este haya sido difundido. La periodista belga Heleen Debruyne acusó en 2017 a los medios de comunicación de difundir el stealthing como una nueva "tendencia sexual" cuando se trata en realidad de una forma de abuso.